# Diamant Regent
Diamanr Regent je 140,64-karatni (28,128 g) diamant, ki je v lasti francoske države in je na ogled v Louvru. Leta 2015 pa je bila njegova vrednost ocenjena na 48 milijonov funtov. Izkopan je bil v Indiji in brušen v Londonu, v začetku 18. stoletja pa ga je kupil francoski regent.

## Zgodovina

### Odkritje
Po legendi je diamant odkril suženj v rudniku Kollur blizu reke Krišna v Indiji, ki ga je skril v rani na nogi, ki jo je utrpel med begom pred obleganjem Golconde leta 1687 s strani mogulskega cesarja Aurangzeba. Suženj je nato prišel do obale, kjer je srečal angleškega pomorskega kapitana in mu ponudil 50 % vseh dobičkov, ustvarjenih s prodajo diamanta, v zameno za varen prehod iz Indije. Vendar pa je kapitan ubil sužnja in prodal diamant uglednemu indijskemu trgovcu z diamanti Jamchandu.

### Pridobitev Pitta
V pismu svojemu londonskemu agentu z dne 6. novembra 1701 Thomas Pitt, guverner Fort St. George, piše:
»... To spremlja model kamna, ki sem ga pred kratkim videl; tehta 303 mangov in 426 karatov. Je iz odlične kristalne vode brez kakršnih koli napak, le na enem koncu v ravnem delu sta ena ali dve majhni napaki, ki se bosta pojavili pri rezanju, ležita na površini kamna, cena, ki jo zahtevajo zanj, je neverjetna in znaša dvesto tisoč pagod, čeprav verjamem, da bi ga lahko kupil za manj kot sto tisoč.«
Pitt je trdil, da je istega leta diamant pridobil od Jamchanda za 48.000 pagod, zato je včasih znan tudi kot Pittov diamant. Ta je kamen odposlal v London tako, da je bil skrit v peti čevlja sina Roberta na krovu ladje East Indiaman Loyal Cooke, ki je 9. oktobra 1702 zapustila Madras. Kasneje ga je med letoma 1704 in 1706 v Londonu zbrusil draguljar Harris. Rezanje je trajalo dve leti in je stalo okoli 5000 funtov.
Krožile so govorice, da je Pitt diamant pridobil z goljufijo, zaradi česar je satirik Alexander Pope napisal naslednje verze v svojih Moralnih esejih:

"Asleep and naked as an INDIAN lay

An honest factor stole a gem away;

He pledged it to the Knight, the Knight had wit,

So kept the diamond, and the rogue was bit."
Prevod:

»Zaspan in gol kot INDIJSKO pravo

Pošten dejavnik je ukradel dragulj;

Zastavil jo je vitezu, vitez je imel pamet,

Torej je obdržal diamant, prevarant pa je bil ugriznjen.«
Pitt je diamant kupil za 20.400 funtov (kar ustreza 4.182.000 funtov leta 2023) in ga dal izbrusiti v 141-karatni (28,2 g) briljant.

## Prodaja francoskemu regentu
Po številnih poskusih, da bi ga prodali različnim članom evropskih kraljev, vključno z Ludvikom XIV. Francoskim, ga je za francosko krono kupil francoski regent Filip II., vojvoda Orléanski, leta 1717 za 135.000 £ (kar ustreza 25.940.000 £ leta 2023) na poziv njegovega tesnega prijatelja in slavnega pisca spominov Louisa de. Rouvroy, vojvoda de Saint-Simon. Kamen je bil vstavljen v krono Ludvika XV. za njegovo kronanje leta 1722 in nato v novo krono za kronanje Ludvika XVI. leta 1775. Uporabljen je bil tudi za okras klobuka Marije Antoanette. Leta 1791 je bila njegova ocenjena vrednost 480.000 funtov (kar ustreza 72.920.000 funtom leta 2023).
Leta 1792 je bil diamant med revolucijo v Parizu ukraden skupaj z drugimi francoskimi kronskimi dragulji, a so ga pozneje našli. Našli so ga v nekaj strešnih tramih na podstrešju v Parizu. Direktorat in kasneje konzulat sta diamant večkrat uporabila kot zavarovanje ali zavarovanje za financiranje vojaških stroškov: 1797–1798 je bil zastavljen berlinskemu podjetniku Sigmundu Ottu Josephu von Treskowu in 1798–1801 nizozemskemu bankirju Vandenbergu v Amsterdamu. Leta 1801 je dragulj trajno odkupil Napoleon Bonaparte.
Napoleon ga je uporabil za ščitnik svojega meča, ki so ga oblikovali zlatarji Odiot, Boutet in Marie-Etienne Nitot. Leta 1812 se je pojavil na cesarjevem dvoreznem meču, ki je bil delo Nitota. Napoleonova druga žena, nadvojvodinja Marija Luiza Avstrijska, je Regenta po Napoleonovemu izgnanstvu odpeljala nazaj v Avstrijsko cesarstvo. Kasneje ga je njen oče vrnil draguljem francoske krone. Diamant je bil zaporedoma nameščen na kronah Ludvika XVIII., Karla X. in Napoleona III.
Danes je vgrajen v grški diadem, ki je bil oblikovan za cesarico Evgenijo in ostaja v francoski kraljevi zakladnici v Louvru. Tam je bil na ogled od leta 1887. Strokovnjaki so v zgodnjem 21. stoletju ocenili vrednost diamanta Regent na skoraj 48.000.000 funtov.

## Folklora
Zaradi številnih škandalov in nesreče tistih, ki so imeli v lasti kamen, naj bi bil diamant Regent preklet.